# Luçac (Cruesa)
Luçac (en francès Lussat) és una comuna (municipi) de França, a la regió de la Nova Aquitània, departament de la Cruesa.
La seva població al cens de 1999 era de 428 habitants. Està integrada a la Communauté de communes d'Évaux-les-Bains et de Chambon-sud-Voueize.

## Demografia
| 1968 | 1975 | 1982 | 1990 | 1999 |
| ---- | ---- | ---- | ---- | ---- |
| 631  | 525  | 520  | 486  | 428  |

## Administració
| Període   | Identitat     | Partit |
| --------- | ------------- | ------ |
| 1989-2008 | Gérard Aubert |        |
| 2008-     | Rémy Bodeau   |        |